# 홍은석

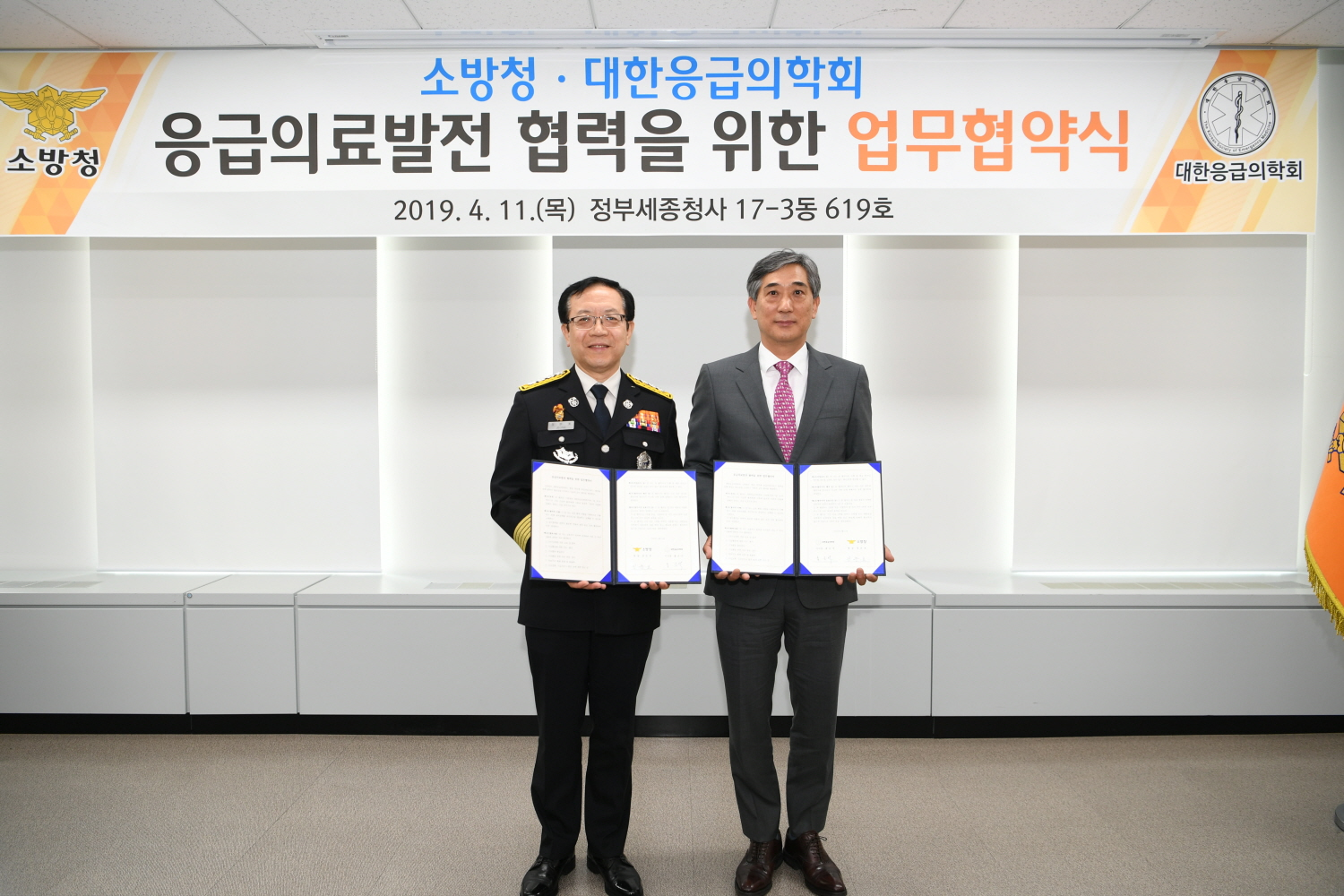
소방청-대한응급의학회 업무협약 체결(소방청장 정문호)

홍은석은 대한민국의 의사, 의학자이다.

## 생애
1988년 연세대학교 원주의과대학을 졸업하고, 2001년 의학박사 학위를 취득했다. 1999년부터 울산대병원 응급의학과 교수로 일하며 권역응급의료센터장, 대한외상학회 이사, 응급의료정보학회, 대한재난의학회 회장, 대한응급의학회 제9대 이사장을 역임하였다.

## 상훈
2010년 아이티 지진 현장에서 의료 봉사 활동에 대한 공적으로 보건복지부의 응급의료 유공자에 선정됐다.
2018년 울산광역시의사회 "울산의사대상" 수상 (4)
2020년  "제48회 보건의 날" 응급의료시스템 구축에 기여한 공로로 "근정포장" 수상(5)

각주
1. ↑  http://www.ksilbo.co.kr/news/articleView.html?idxno=617295
2. ↑  http://www.ucinews.kr/news/articleView.html?idxno=84743
3. ↑  https://www.dailymedi.com/news/news_view.php?wr_id=837082

4) https://www.dailymedi.com/news/news_view.php?wr_id=837082
5) http://www.doctorw.co.kr/news/articleView.html?idxno=89332